# SN 1987A
SN 1987A是1987年2月24日在大麥哲倫雲內发现的一次超新星爆发，是自1604年开普勒超新星（SN 1604）以来观测到的最明亮的超新星爆發，肉眼可见，位於蜘蛛星雲的外圍，距離地球大約51,400秒差距（約168,000光年）。由於是在1987年發現的第一顆超新星，因此被命名為「1987A」。SN 1987A爆發的光線於1987年2月23日到達地球，亮度於5月左右到達頂峰，視星等達3等，之後漸漸轉暗。这是现代的天文学家在近距离观测到一颗超新星的第一次机会，提供了核心坍缩超新星的许多深入了解。

## 發現

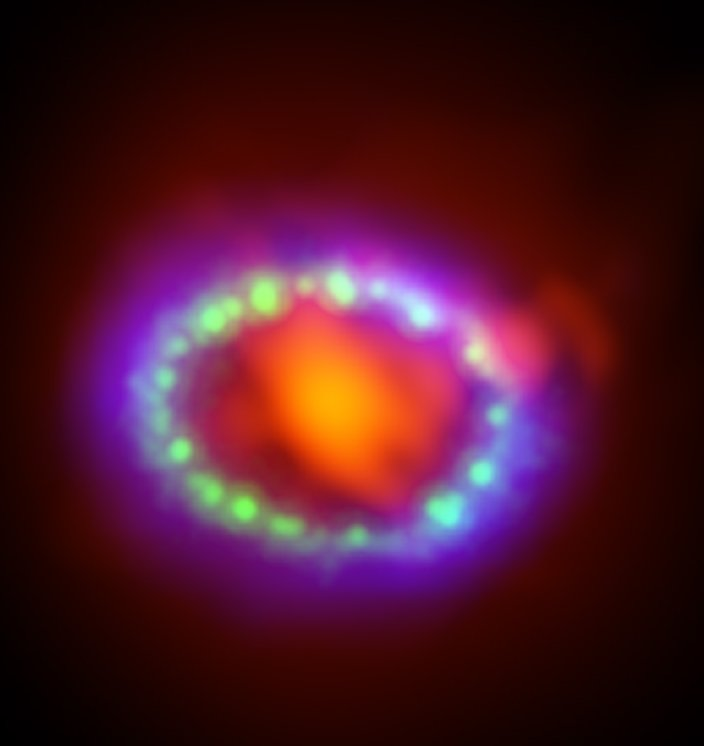
SN 1987A殘跡的合成像。阿塔卡马宇宙望远镜數據（紅色）展示在殘跡中心新形成的灰塵。哈勃空间望远镜的數據（綠色）與钱德拉X射线天文台（藍色）展示擴張中的衝擊波。

1987年2月24日，伊恩·謝爾頓（Ian Shelton）和奧斯卡·杜阿爾德（Oscar Duhalde）在智利拉斯坎帕纳斯天文台用望遠鏡對準大麥哲倫雲拍照時共同發現了這次超新星爆發，同一時間觀測到的天文學家還有在新西蘭的阿爾伯特·瓊斯（Albert Jones）。 在1987年3月4日-12日，它被当时的最大的紫外线空间望远镜Astron从太空观察到。

## 中微子爆發
在SN 1987A爆發的光線來到地球的3小時前，世界各地有三台中微子探测器同時偵測到一股中微子爆發，廣泛接受的理由是中微子於超新星爆發時比可見光更早被發射出來，而不是中微子比光速快。在7:35（UTC），日本的神冈探测器探測到11个反中微子，美國的厄文－密西根－布魯克海汶偵測器（IMB）探測到8个反中微子，俄羅斯的BAKSAN偵測器則探測到5个反中微子。中微子爆發歷時少於13秒。大约在三小时之前，勃朗峰液体闪烁体检测到了一个有五个中微子的中微子爆发，但一般不认为与SN 1987A相关。
雖然偵測到的中微子數目只有24顆，但相比起平時的背景水平已是非常高的一個數字。這也是史上首次直接偵測到由超新星爆發出的中微子，标志着微中子天文学的开端。偵測亦印證超新星爆發理論模型的能量分佈。該模型指出在超新星爆發中，中微子爆發佔總能量的99%，噴發量為1058顆，總能量為1046焦耳。
從數據中得出了一個重大發現。中微子與反中微子差不多同一時間到達地球，時間差少於12秒。這是首次得到實際證據證明引力對物質、反物質和光子的作用是非常接近的。之前已有理論預測到這個現象，這次得到數據的印證。

## 前身星

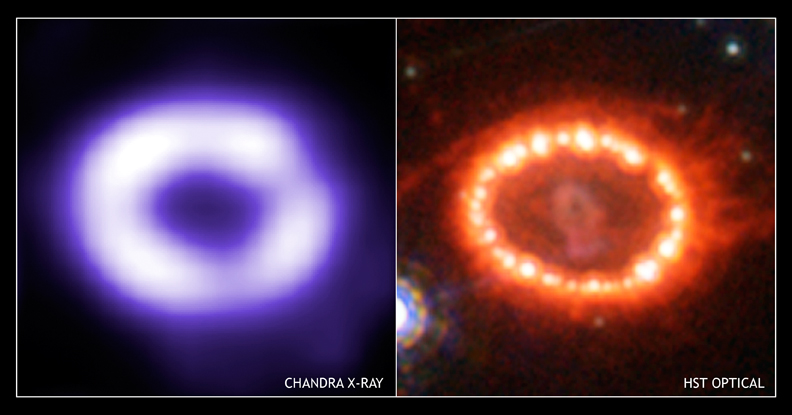
SN 1987A的X-射線和光学照片

SN 1987 A的前身是藍超巨星Sanduleak -69° 202a，估算質量為18個太陽質量。在這恒星未發生爆發前，天文學界普遍相信超新星爆發只可能出現在紅超巨星身上，事後，有關大質量恒星演化的模型都須要進行修正。

## 失踪的中子星

珠鏈狀殘骸於2003至2005年間的光度化

SN 1987A的超新星遗迹是其中一個最被深入研究的天體。
SN 1987A似乎是向核心塌縮的超新星，理論上爆發後應該遺下一顆中子星，可是由爆發至現在仍未有發現。哈勃太空望遠鏡拍攝了SN 1987A最清晰的照片，但仍然找不到那顆理論上存在的中子星。有數個解釋消失的中子星之可能，但是並無較明顯較佳者。 其一是該中子星被濃厚雲氣包圍而不可見，另一個解釋是形成了脈衝星，但有著不尋常強或弱的磁場，也有可能大量物質掉回中子星，進而崩塌爲黑洞。中子星和黑洞會在有物質掉落時放出電磁波，如果有這樣的天體在超新星殘骸中而無物質向它掉落，它會非常黯淡而沒有被偵測到。有另一些被考慮的可能狀況，如爆發後留下的天體崩塌成了夸克星。
如今借助韋伯望遠鏡終於揭露隱藏其中的中子星。 透過韋伯望遠鏡近紅外光譜儀（NIRSpec）的 IFU 模式，科學家發現需要高能光子才能形成的高電離氬（氬原子失去 18 個電子中的 5 個），很明顯 SN 1987A 殘骸中心必須存在高能量輻射源，所有可能性都涉及一顆新生中子星，它正發出明亮紫外線和 X 射線電離附近氬氣和硫磺氣體。

## 參看
- 超新星
- SN 1054
- SN 1572
- SN 1604

## 外部連結
- NASA超新星1987A照片 （页面存档备份，存于）
- SN 1987A的發現
- 羅徹斯特天文學會--sn1987a發現史（页面存档备份，存于）
- 加州大學河濱分校--引力對反物質的作用
- EROS2--SN1987A之影片及照片（页面存档备份，存于）
- SN1987A的迴光現象（页面存档备份，存于）
- Richard McCray--超新星1987A